# Kecamatan Batujaya
Kecamatan Batujaya är ett distrikt i Indonesien.   Det ligger i kabupatenet Kabupaten Karawang och provinsen Jawa Barat, i den västra delen av landet, 40 km öster om huvudstaden Jakarta.